# Història de Kosovo

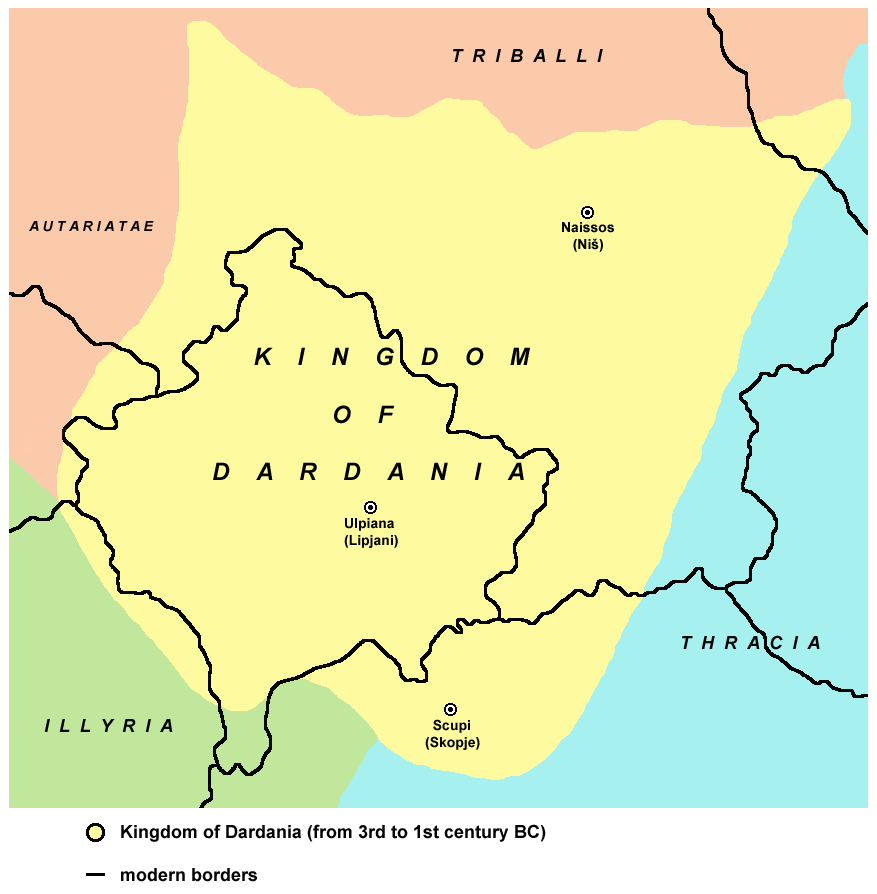
El Regne dels dàrdans comparat amb les fronteres actuals

Bandera dels antics iugoslaus (després serbis) de llengua albanesa

La història de Kosovo fa al·lusió al context històric de Kosovo, als Balcans. Els estudis arqueològics han establert que el seu territori va estar habitat en l'edat de pedra. Els més antics habitants van ser els il·liris, tracis i grecs antics. Aquest territori era conegut en l'edat antiga com a Dardània i, des del segle i aC, va formar part de la província romana de Mèsia i, després, de l'Imperi Romà d'Orient. Durant els segles VI i VIII de la nostra era els eslaus s'establiren a la península i, llavors, Kosovo va esdevenir una província fronterera romana fins al segle xi. Esteve Nemanja el va incorporar oficialment a l'estat serbi a finals del segle xii, encara que va ser part dels estats medievals serbis, principalment de Raška (en serbi: Рашка) des de l'any 700 fins al 1455, quan fou conquerida per l'Imperi Otomà.
En el període feudal, des del segle xii fins a la conquesta otomana, la mineria, l'artesania, la ramaderia i l'agricultura s'hi desenvoluparen. Les comunitats de Novo Brdo i Trepča eren importants centres miners de producció de plom, argent i or. Kosovo va ser escenari de moltes batalles entre els exèrcits serbi i otomà. La més famosa n'és coneguda com la batalla de Kosovo Polje, el 1389 a Gazimestan, un camp proper a Pristina. Després de la derrota sèrbia, Kosovo va ser part del domini del Despotat de Sèrbia, un estat considerat vassall de l'Imperi Otomà. Després de la seva caiguda al 1459, els turcs van establir el comandament directe sobre la província, i hi fundaren una forma militar feudal de govern com a la resta de l'imperi. Cal subratllar que, fins a finals del segle xvi, els censos otomans de població a Kosovo (i, abans, dels censos serbis) no registren l'existència d'un sol habitant arnauta (nom pel qual, des del segle xvii, es coneixia i encara es coneix els albanesos, en el que actualment són els territoris de Montenegro i Sèrbia). Sota el domini turc (1459-1912), Kosovo es va estancar en tots els aspectes. La guerra, les dificultats econòmiques i els canvis polítics van resultar en una emigració a gran escala de la població. Des de l'inici de l'ocupació fins al final d'aquest període els habitants de la província van dur a terme moltes insurreccions que foren reprimides manu militare.
La wilaya de Kosovo otomà data del 1875, i les seves fronteres són significativament diferents de les de l'actual província. El 1912, el territori va ser reincorporat a Sèrbia i, com a part de Sèrbia, esdevingué part integrant de Iugoslàvia el 1918. Kosovo va obtenir certa autonomia el 1963 sota el govern de Tito i el 2006, amb la dissolució de Sèrbia i Montenegro, va romandre com a part de la República de Sèrbia. Així doncs, el Kosovo modern només ha existit com a entitat política o territorial des del 1946, en què va rebre l'estatus de província autònoma.
El 17 de febrer del 2008, les institucions provisionals d'autogestió kosovars van declarar la independència de manera unilateral, amb la qual cosa van pretendre escindir, de la resta de Sèrbia, aquest territori habitat en la seva major part per la minoria albanesa. La creació d'un nou estat anomenat República de Kosovo s'ha realitzat en perjudici de Sèrbia sota la supervisió dels Estats Units i diversos estats membres de la Unió Europea, encara que amb un parcial reconeixement internacional com a tal.

## Història antiga fins a la conquesta romana d'Orient

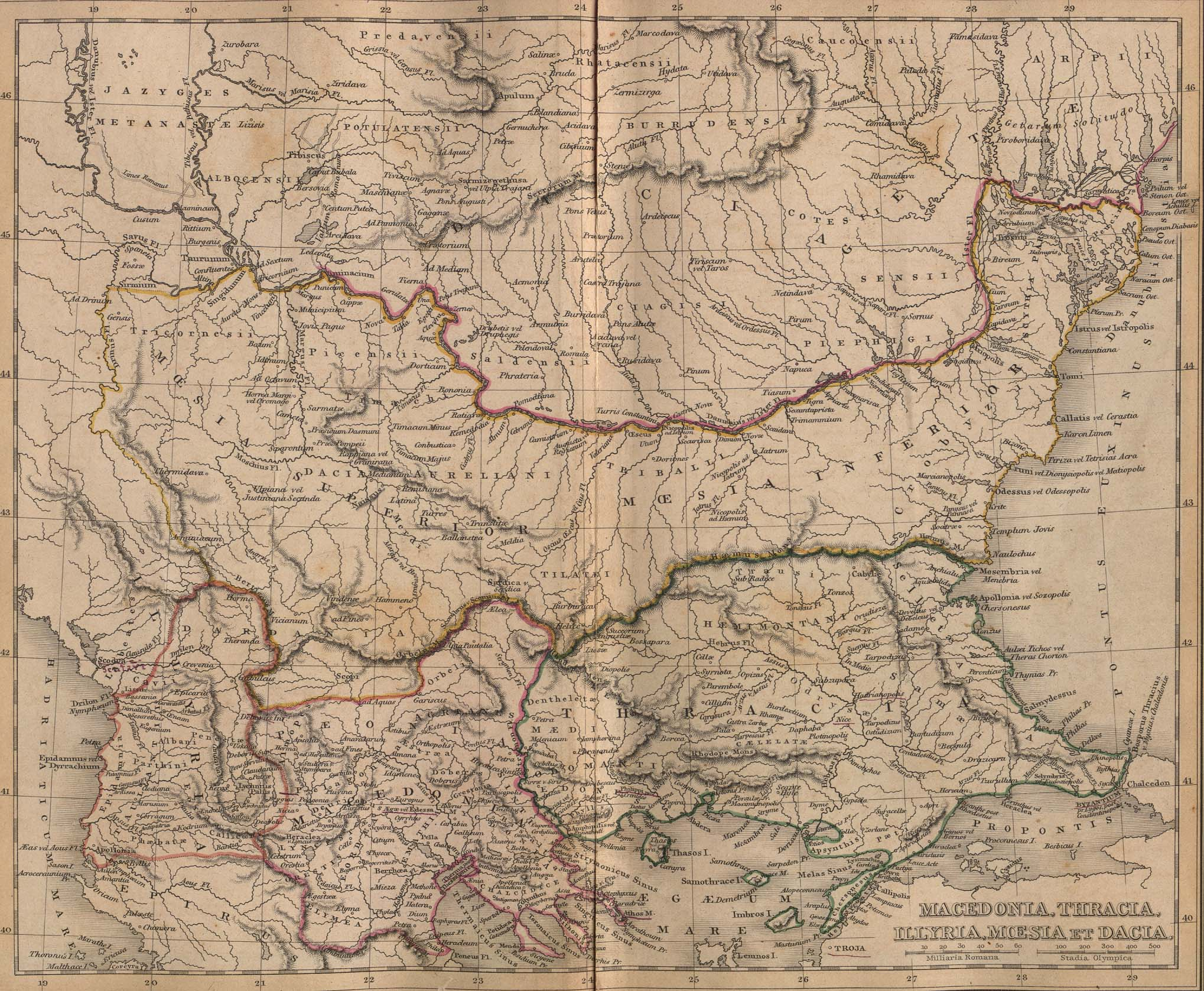
Balcans clàssics

L'àrea de Kosovo en el Neolític era a l'àrea de la cultura Vinca-Turdas (Balcans occidentals, amb ceràmica negra i grisa). L'edat del bronze comença al voltant del segle xx aC i l'edat del ferro s'inicia aproximadament al segle xiii aC. Les tombes de l'edat del bronze i del ferro han estat trobades només a Metohija i no a Kosovo.
El territori comprenia les parts orientals del Regne d'Il·líria al segle iv aC, i era fronterer amb Tràcia. Alhora, estava habitada per les tribus tracoil·líriques dels dàrdans i la tribu tràcia dels tribal·lis.
Il·líria va ser conquerida per la República romana l'any 160 aC i es va convertir en la província d'Il·líria l'any 59 aC. La regió de Kosovo fou part de la Mèsia Superior l'any 87 dC, o alternativament va ser dividida entre Dalmàcia i Mèsia, un punt de vista que és recolzat per algunes evidències arqueològiques. La Mèsia Superior fou reorganitzada posteriorment per Dioclecià (després de l'any 284) en províncies més petites, i més tard dividida en Dardània, Mèsia Prima, Dàcia Ripensis i Dàcia Mediterrània. La capital de Dardània era Naissus. La província romana de Dardània incloïa parts orientals del Kosovo modern, mentre que la part occidental pertanyia a la província romana de Praevalitana, la capital n'era Doclea.
Justinià I, que va assumir el tron de l'Imperi Romà d'Orient l'any 527, va presidir un període de recuperació dels antics territoris romans i va reincorporar l'àrea de Kosovo a l'imperi. Sovint, és denominat entre els historiadors com l'últim emperador romà perquè el llatí va ser la seva llengua nadiua i perquè va ser l'últim emperador que va fer un intent seriós de reunificar l'Occident llatí amb l'Orient.
Les migracions eslaves van arribar als Balcans entre el segle vi i VII. L'àrea va ser reincorporada a l'Imperi Romà d'Orient a mitjan segle ix.

## Kosovo a l'edat mitjana (850-1455)

Kosovo a l'Imperi búlgar, segle X

### Imperi búlgar (850-1014)
La regió va ser incorporada a l'Imperi búlgar durant el regnat del kan Presian (836-852). Es construïren diverses esglésies i monestirs després de la cristianització de Bulgària l'any 864. Va romandre dins dels límits de l'Imperi búlgar 150 anys fins al 1018, quan el país va ser envaït pels romans després de mig segle d'intensa lluita. Segons l'Administrant imperi, obra erudita de l'emperador romà d'Orient del segle x Constantí VII, les terres poblades per serbis quedaven al nord-oest de Kosovo i la regió era búlgara.
Durant l'aixecament búlgar contra l'Imperi Romà d'Orient (1040-1041), Kosovo va ser alliberada per un curt període i, durant l'aixecament de Georgi Voiteh el 1072, Pere III va ser proclamat emperador de Bulgària a Prizren, des d'on l'exèrcit búlgar va marxar cap a Skopje.
A inicis del segle xiii, Kosovo fou reincorporada a l'Imperi búlgar restaurat, però el control búlgar va decaure després de la mort de l'emperador Ivan Asen II (1218-1241).

### Imperi Romà d'Orient (1014 al 1180)
El control romà va ser posteriorment reafirmat per l'emperador Basili II. En aquells dies, Sèrbia no era un imperi unificat: diversos regnes serbis petits s'estenien al nord i oest de Kosovo, dels quals Rascia (Raška, moderna Sèrbia central) i Doclea (Duklja, Montenegro) eren els més forts. A la dècada de 1180, el governant serbi Esteve Nemanja va prendre el control de Doclea i parts de Kosovo. El seu successor, Stefan Prvovencani, va prendre el control de la resta de Kosovo el 1216, hi creà un estat i hi incorporà la major part de l'àrea que correspon actualment a Sèrbia i Montenegro.

### Sèrbia (1241-1455)
Kosovo va ser assimilada per Sèrbia al final del segle xii i passà a formar part de l'Imperi serbi des del 1346-1371. El 1389, en la coneguda batalla de Kosovo Polje, l'exèrcit conduït pel príncep serbi Lazar Hrebljanovic fou derrotat pels turcs otomans, que dominaren el territori l'any 1455.

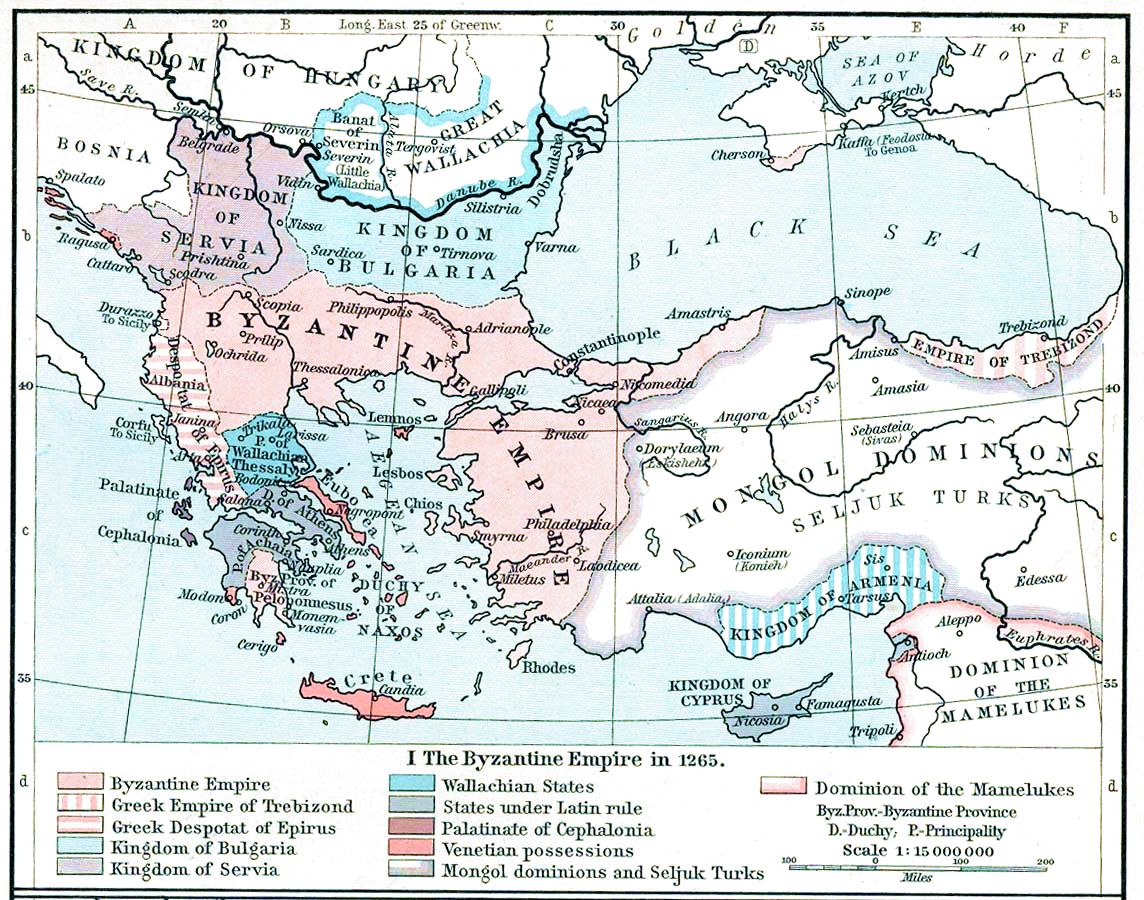
Regió de Kosovo a l'interior del Regne serbi, l'any 1265

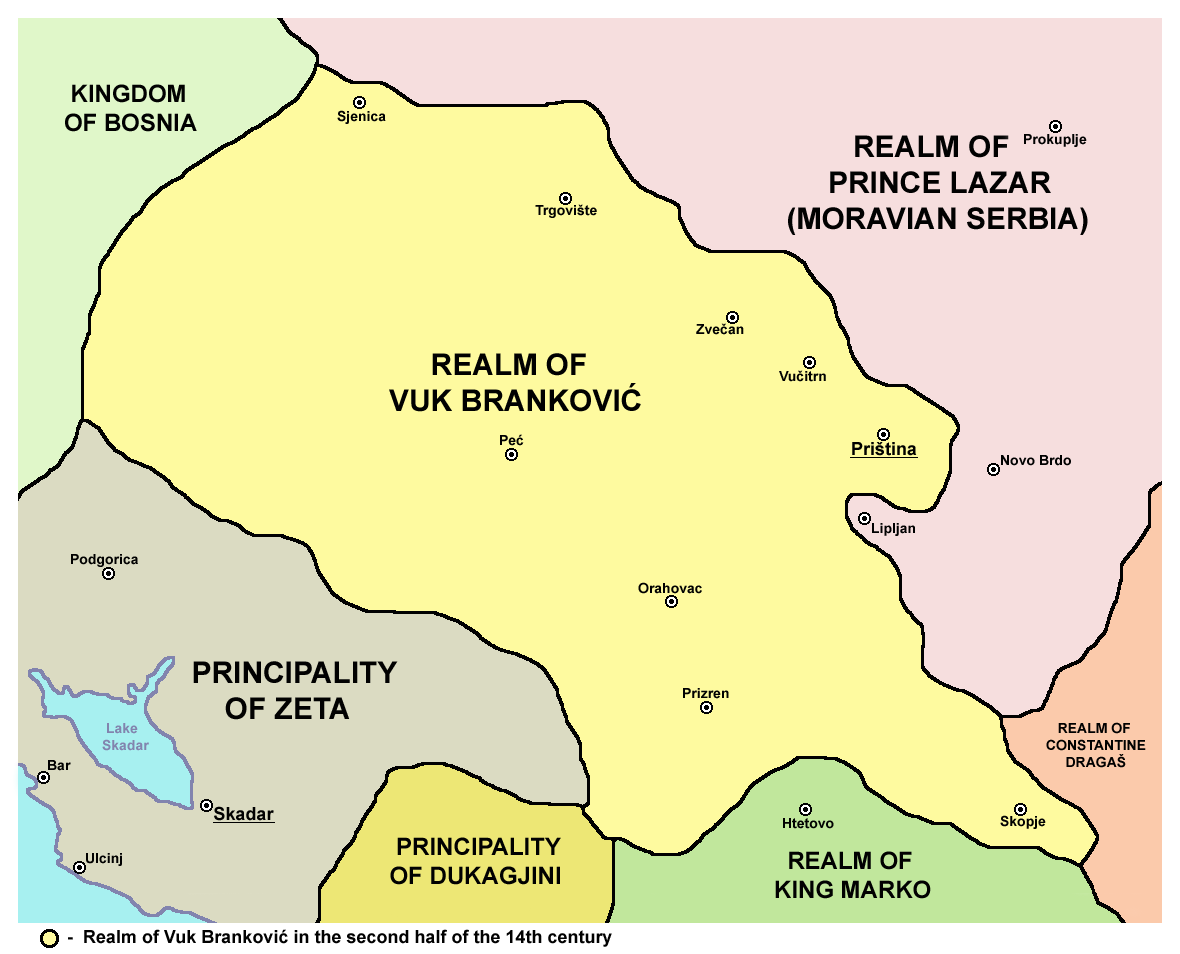
Regne de Vuk Branković al

Durant el mandat de la dinastia Nemanjić, es van construir moltes esglésies i monestirs ortodoxos al llarg del territori serbi. Els governants Nemanjić utilitzaren alternativament Prizren i Priština com les seves capitals. Es van cedir grans propietats als monestirs a l'oest de Kosovo (Metohija). Les esglésies més prominents a Kosovo, el patriarcat de Peć, l'església de Gracanica i el monestir de Visoki Dečani (proper a Decane), van ser construïdes durant aquest període. Kosovo era econòmicament important, mentre que Pristina era un centre comercial en les rutes que duien als ports del mar Adriàtic. Així mateix, la mineria era una indústria notable a Novo Brdo i Janjevo, que tenien les seves pròpies comunitats de miners emigrats saxons i de comerciants de la República de Ragusa.
La composició ètnica de la població kosovar durant aquest període incloïa serbis i valacs, a més d'un nombre simbòlic de grecs, armenis, saxons i búlgars, segons els estatuts dels monestirs serbis o chrysobulls. La majoria dels noms en els estatuts són eslaus, no arnautes o albanesos, cosa que s'ha interpretat com una evidència de l'aclaparadora majoria sèrbia. Aquesta afirmació sembla estar recolzada pels censos cadastrals turcs (defter) del 1455, els quals van prendre en compte la religió i la llengua i van trobar-hi una majoria sèrbia.
La identitat ètnica de l'edat mitjana era una mica fluida a Europa i les persones no semblen haver-se definit a si mateixes rígidament per una única identitat ètnica. Aquells d'origen eslau, particularment d'antecedents serbis, semblen haver-ne estat la població dominant culturalment i també n'eren una majoria demogràfica.
El 1355 l'estat serbi es va fondre després de la mort del tsar Stefan Uroš IV Dušan Nemanjić i es va dissoldre en feus, amb disputes entre si. El moment va ser necessari per a l'expansió otomana. L'Imperi Otomà aprofità l'oportunitat d'explotar la debilitat sèrbia i envair-la.

### Batalles de Kosovo
La primera batalla de Kosovo va tenir lloc a Kosovo Polje el 28 de juny del 1389, quan el knyaz (príncep) de Sèrbia, Lazar Hrebeljanović, va reunir una coalició de soldats cristians serbobosnians, magiars i una tropa de mercenaris saxons. El sultà Murad I també va reunir una coalició de soldats i voluntaris dels països veïns d'Anatòlia i Rumèlia. No hi ha fonts exactes que indiquin el nombre de contendents, però les fonts més fiables assenyalen que l'exèrcit cristià va ser superat en nombre pels otomans. El nombre combinat dels dos exèrcits degué ser menor de cent mil soldats. L'exèrcit serbi va ser vençut i Lazar va ser assassinat, encara que Murad I també va ser assassinat per Milos Obilic. Si bé la batalla ha entrat en la llegenda com una gran derrota sèrbia, en l'època l'opinió estava dividida sobre si fou una derrota sèrbia, un empat o fins i tot una victòria (quan la notícia es va saber a París, les campanes de la catedral de Notre Dame repicaren) pel fet que Sèrbia va mantenir la seva independència i el control esporàdic sobre Kosovo fins a la derrota final el 1455; després d'això Sèrbia va passar a formar part de l'Imperi Otomà. Aquest any, la fortalesa de Novo Brdo, important en l'època a causa de les seves riques mines de plata, fou assetjada durant quaranta dies pels otomans, que van aconseguir fer-la capitular i la van ocupar l'1 de juny del 1455.
La segona batalla de Kosovo s'estengué durant dos dies a l'octubre del 1448, entre les forces hongareses comandades per Janos Hunyadi i un exèrcit otomà dirigit per Murat II. Significativament més gran que la primera batalla, amb tots dos exèrcits duplicant-ne els de la primera, el resultat va ser el mateix i l'exèrcit hongarès fou derrotat en la batalla i expulsat del terreny. Si bé la pèrdua va ser un revés per als que es resistien a la invasió otomana d'Europa, no va ser un cop aclaparador. Hunyadi va ser capaç de mantenir la resistència hongaresa contra els otomans durant tota la seva vida.

#### Importància
Ambdues batalles van ser significatives en la resistència en conjunt contra l'avanç otomà a través dels Balcans. La primera batalla de Kosovo segellà el destí de la resistència sèrbia i es va convertir en un símbol nacional de l'heroisme i l'admirable "lluita contra totes les probabilitats".
Encara que va perdre la segona batalla de Kosovo, Hunyadi finalment va resultar victoriós en la seva resistència i derrota dels otomans al Regne d'Hongria. Skanderbeg també va tenir èxit en la resistència en la seva pàtria albanesa, una causa perduda després de la seva mort, el 1468. Els dos líders van ser importants (com ho fou el líder valac Vlad Tepes) mentre la seva resistència va concedir a Àustria i als estats de la península Itàlica més temps per preparar-se per a l'avanç otomà.

## Imperi Otomà (1455-1912)

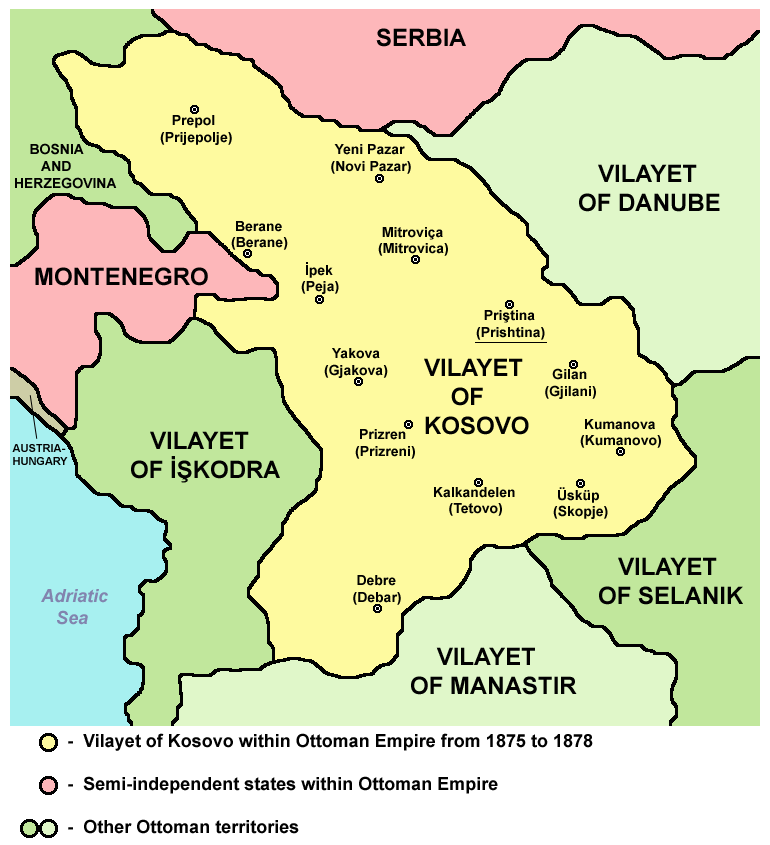
Wilaya de Kosovo, 1875-1878

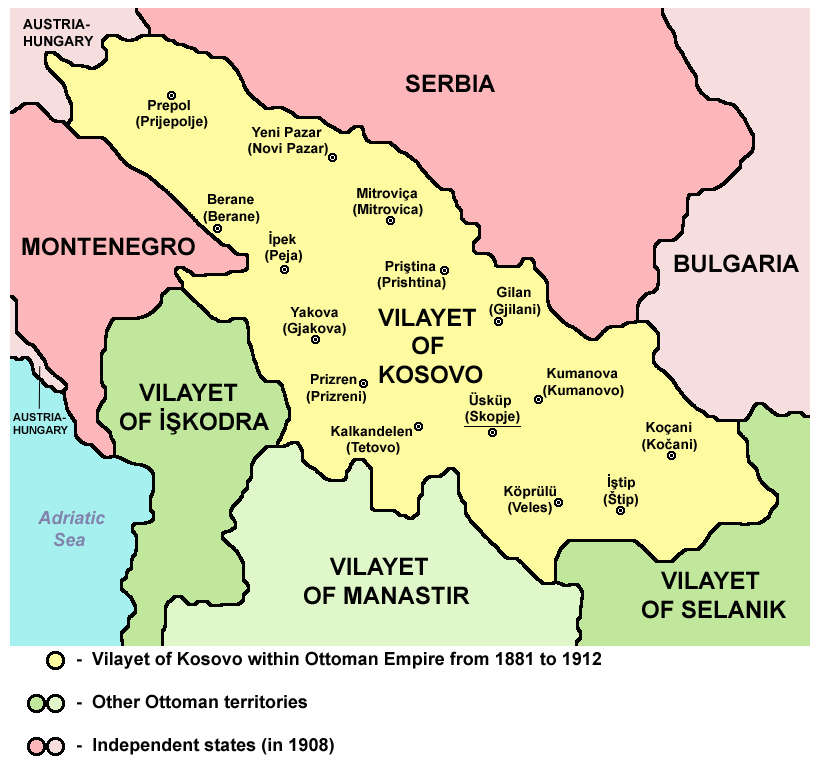
Wilaya de Kosovo, 1881-1912

L'Imperi Otomà va portar l'islam i posteriorment va crear la wilaya de Kosovo com una de les entitats territorials otomanes. El mandat otomà va durar al voltant de 500 anys, durant els quals els otomans exerciren el poder suprem a la regió. Molts eslaus van acceptar l'islam i van servir sota el poder otomà. Kosovo va ser presa temporalment per les forces austríaques durant la guerra de 1683 - 1699 amb l'ajuda dels serbis, però hi van ser derrotats i es van haver de replegar poc de temps després.
El 1690 el patriarca serbi de Pec Arsenije III, que havia prèviament escapat d'una mort segura, va guiar trenta-set mil famílies de Kosovo a evadir la ira otomana, atès que Kosovo havia estat recentment represa pels otomans. Les persones que el van seguir eren en la seva majoria serbis. A causa de l'opressió otomana, van continuar les migracions d'ortodoxos de l'àrea de Kosovo al llarg del segle xviii. Molts albanesos van adoptar l'islam, mentre només una petita minoria de serbis ho va fer.
El 1766, els otomans van abolir el patriarcat de Peć i la posició dels cristians a Kosovo es va veure reduïda en gran manera. Van perdre tots els privilegis previs i la població cristiana també va patir el pes complet de les guerres extensives de l'imperi i de ser culpada per les seves pèrdues.
El territori de la província actual va ser per segles governat per l'Imperi Otomà. Durant aquest període, diversos districtes administratius (coneguts com a sanjaks) que eren governats pel sancakbey (aproximadament equivalent a 'senyor de districte') havien inclòs parts del territori com a pròpies. Malgrat la imposició del domini musulmà, grans quantitats de cristians hi van continuar vivint i, algunes vegades, van prosperar amb els otomans. Un procés d'islamització començà poc després de l'inici del govern otomà, però va prendre una quantitat considerable de temps, almenys un segle, per tenir resultat, i es concentrà al principi en els pobles. Una gran motivació per a la conversió fou probablement econòmica i social, ja que els musulmans tenien considerablement més drets i privilegis que els cristians, però la vida religiosa cristiana hi va continuar, encara que les esglésies foren abandonades en gran manera pels otomans, ja que tant l'Església ortodoxa sèrbia com l'Església catòlica i les seves congregacions van haver d'afrontar nivells alts d'impostos.
Al voltant del segle xvii, hi ha evidència de l'existència i increment de la població albanesa que es va concentrar inicialment a Metohija. Se sosté que fou resultat de migracions propiciades pels turcs des del sud-oest (i de l'Albània moderna) i que els migrants van portar l'islam amb ells. Diversos historiadors creuen que hi ha la possibilitat d'una població preexistent d'albanesos catòlics a Metòkhia, que, majoritàriament, es van convertir a l'islam.
El 1689 Kosovo va ser enormement desestabilitzada per la Gran Guerra turca (1683 - 1699), en un dels esdeveniments crucials en la mitologia nacional sèrbia. L'octubre del 1689, una petita força habsburga al comandament del marcgravi Lluís Guillem de Baden-Baden va envair l'Imperi Otomà i arribà tan lluny com a Kosovo, seguint la seva anterior presa de Belgrad. Molts serbis van prometre lleialtat als austríacs i alguns es van unir a l'exèrcit de Baden. Aquesta no va ser una reacció universal; molts altres albanesos van lluitar juntament amb els otomans per resistir l'avanç austríac. El següent, un massiu contraatac otomà obligà els austríacs a replegar-se a la seva fortalesa a Niš, després a Belgrad i, finalment, a través del Danubi cap a Àustria.
L'any 1878 una de les quatre wilayes amb habitants albanesos que formaven la Lliga de Prizreni era la wilaya de Kosovo. L'objectiu de la Lliga era resistir tant contra el mandat otomà com contra les incursions de les noves nacions balcàniques emergents.
L'any 1910 una insurrecció albanesa va esclatar a Priština, la qual fou possiblement recolzada subreptíciament pels Joves Turcs per pressionar la Sublim Porta. Poc després, es va propagar per tota la wilaya de Kosovo, durant tres mesos. El sultà va visitar Kosovo el juny del 1911 durant les converses de pau i va cobrir totes les àrees habitades per albanesos.

## Entitat política i territorial
Denominacions oficials de la regió:
- Àrea autònoma de Kosovo-Metohija (1945 - 1963)
- Província Autònoma de Kosovo i Metohija (1963 - 1968)
- Província Socialista Autònoma de Kosovo (1968 - 1989)
- Província Autònoma de Kosovo i Metohija (1989 - 1990)

En resposta a la supressió de l'autonomia els kosovars van declarar la independència el 2 de juliol de 1990, i el maig de 1992 Ibrahim Rugova fou elegit president; aquesta república paral·lela només fou reconeguda per Albània. El 1999, després de diversos incidents, l'OTAN va exigir la retirada sèrbia i el territori fou ocupat i posat sota administració de les Nacions Unides. La República de Rugova fou dissolta el 2000 quan va entrar en vigor l'administració de la United Nations Interim Administration Mission in Kosovo (UNMIK).
El complex mapa ètnic de la regió ha inclòs llatins, turcs, aromanesos, romanesos, goranis (musulmans eslaus), circasians, jueus i gitanos, a banda de serbis i albanesos.

## Guerra de Kosovo
La Guerra de Kosovo o "conflicte de Kosovo" és sovint utilitzat per descriure dos conflictes que van tenir lloc un seguit de l'altre amb un cert solapament (una guerra civil seguida d'una guerra internacional), al sud de la província Sèrbia anomenada Kosovo (oficialment Kosovo i Metohija), part de l'antiga Iugoslàvia. Els dos conflictes foren:
1. 1996-99: conflicte de guerrilla entre els separatistes albanesos i les forces de seguretat sèrbies i iugoslaves, en què els albanesos s'autodenominaven moviment separatista mentre que les forces sèrbies els deien terroristes.
2. 1999: guerra entre Iugoslàvia i les forces de l'OTAN entre el 24 de març i el 10 de juny de 1999, període durant el qual les forces de l'OTAN van realitzar bombardeigs continus contra objectius iugoslaus. Els combatents albanesos continuaren atacant les forces sèrbies i els civils serbis de Kosovo, mentre que les forces sèrbies i iugoslaves van continuar atacant els rebels i produint desplaçaments massius de població, en mires a millorar la seva situació a l'hora d'un cessament del foc.

## Independència
El 17 de febrer de 2008, els 109 diputats del Parlament de Kosovo van aprovar la declaració d'independència respecte de Sèrbia. El procés va rebre el suport dels Estats Units i d'una majoria dels estats membres de la Unió Europea, que no ha adoptat una posició comuna. Al Consell de Seguretat de l'ONU, Rússia i la Xina es mostren contràries al fet que la secessionista província sèrbia esdevinga l'estat número 193.
El juliol del 2010 el Tribunal Internacional de la Haia va dictar sentència i establí que la declaració i la independència d'un país no vulnera cap llei internacional.
El dia 10 de setembre de 2012 el Grup Internaacional de Supervisió de Kosovo (GIS) donà oficialment per acabada la seva tasca al país. En la pràctica, el Parlament de Pristina ho va celebrar com la consecució de la "plena sobirania".